# Latifa, le cœur au combat
Pour plus de détails, voir Fiche technique et Distribution.
Latifa, le cœur au combat est un  documentaire français réalisé par Olivier Peyon et Cyril Brody, sorti en 2017.

## Synopsis
Latifa Ibn Ziaten est la mère d'Imad, le premier militaire assassiné à Toulouse par le terroriste Mohammed Merah le 11 mars 2012. Devenue activiste, elle rencontre les jeunes des quartiers difficiles en France pour qu'ils ne cèdent pas à la haine à leur tour.

## Fiche technique
Sauf indication contraire, les informations mentionnées dans cette section peuvent être confirmées par la base de données cinématographiques IMDb,  présente dans la section « Liens externes ».
- Réalisation : Olivier Peyon et Cyril Brody
- Scénario : Olivier Peyon et Cyril Brody
- Image : Olivier Peyon et Cyril Brody
- Musique : Fabien Kourtzer	et Mike Kourtzer
- Montage : Catherine Birukoff et Lizi Gelber
- Montage son et mixage : Dominique Vieillard
- Production : Julie Billy et Carole Scotta
- Sociétés de production : Haut et Court
  - Avec la participation de Ciné+ et TV5 Monde
  - En association avec les SOFICA Indéfilms 5, Palatine Etoile 14, Sofitvciné 4
- Société de distribution : Haut et Court
- Pays d'origine :  France
- Langue originale : français
- Genre : documentaire
- Durée : 97 minutes
- Dates de sortie : 
  - France : 4 octobre 2017

## Distribution
- Latifa Ibn Ziaten : elle-même

## Production
Le film a été en partie produit avec un financement participatif en récoltant 80 000 euros sur KissKissBankBank. Haut et Court a apporté le reste du montant total de production (549 375 euros).